# جون إتش كيمبل
جون إتش كيمبل (بالإنجليزية: John H. Kemble)‏ هو مؤرخ أمريكي، ولد في 1912 في مارشالتاون في الولايات المتحدة، وتوفي في 19 فبراير 1990 في بحر تسمان في أستراليا.